# Ibrahim Hananou
Ibrahim Hananou (en arabe : إبراهيم هنانو), né en 1869 et mort le 21 novembre 1935, est un homme politique syrien, fondateur du parti indépendantiste Bloc national qui s'est opposé à la France en Syrie.
Il était chef de file d'une révolte contre la présence française dans le nord de la Syrie. Il était membre d'une famille terrienne notable à Alep.

## Biographie
Ibrahim Hananou est né dans une famille aisée de Kafr Takharim et a grandi à Alep. Il a suivi ses études au lycée impériale supérieure d'Alep, pour rejoindre ensuite la prestigieuse faculté Mekteb-i Mülkiye à Constantinople où il étudie le droit. Après avoir obtenu son diplôme, il enseigne brièvement à l'académie militaire d'Istanbul, puis rejoint l'administration impériale.
Partisan de la révolte arabe de 1916, il rallie l'armée arabe de Fayçal qui entre à Alep en 1918. 
En Syrie, il adhère à une société arabe secrète, Al-Fatat, et avec l'aide de commerçant d'Alep il fonde la Ligue de défense nationale et le Club arabe d'Alep. Sous son influence, l'élite musulmane de la ville abandonne l'ottomanisme au profit du nationalisme arabe.
À la fin de l'année 1919, il mène une campagne contre l'armée française qui avait débarqué en Syrie. Sa révolte touche Alep, Idlib et Antioche, les lignes de chemin de fer et les lignes télégraphiques sont sabotées, et les chars français détruits. 
Il est en lien étroit avec Saleh al-Ali, chef de la révolte alaouite de 1919 contre les Français. Dans sa tâche, Ibrahim Hananou reçoit l'aide du mouvement nationaliste turc de Mustafa Kemal Ataturc qui luttait également contre les troupes françaises présentes en Anatolie.
Cependant, il perd le soutien turc après la signature du Traité d'Ankara en 1921. Beaucoup d'historiens considèrent son insurrection comme la première d'une série de soulèvements qui conduira à la grande révolte syrienne de 1925.
Hananou continue ses activités politiques, en créant le Bloc national. Le Bloc National était l'émanation politique de la bourgeoisie syrienne, constituée en coalition de partis opposés au mandat français sur la Syrie attribué par la Société des Nations. C'est à travers ce parti qu'il est élu député et participe à la rédaction de la première constitution syrienne. Appartenant à la ligne dure, il refuse de négocier avec les Français tant que ceux-ci ne s'engageront pas à accorder une indépendance complète à la Syrie.
Il meurt le 21 novembre 1935, des funérailles nationales sont organisées en son honneur. 
Ibrahim Hananou est considéré aujourd'hui comme l'un des principaux contributeurs de l'indépendance syrienne.
Il a été initié en juillet 1923 à la loge Kayssoun de Damas sous juridiction de la Grande Loge de France,.
La famille de notables syriens Hananou est apparentée à la juriste française d'origine palestinienne Rima Hassan.